# Vince Weber

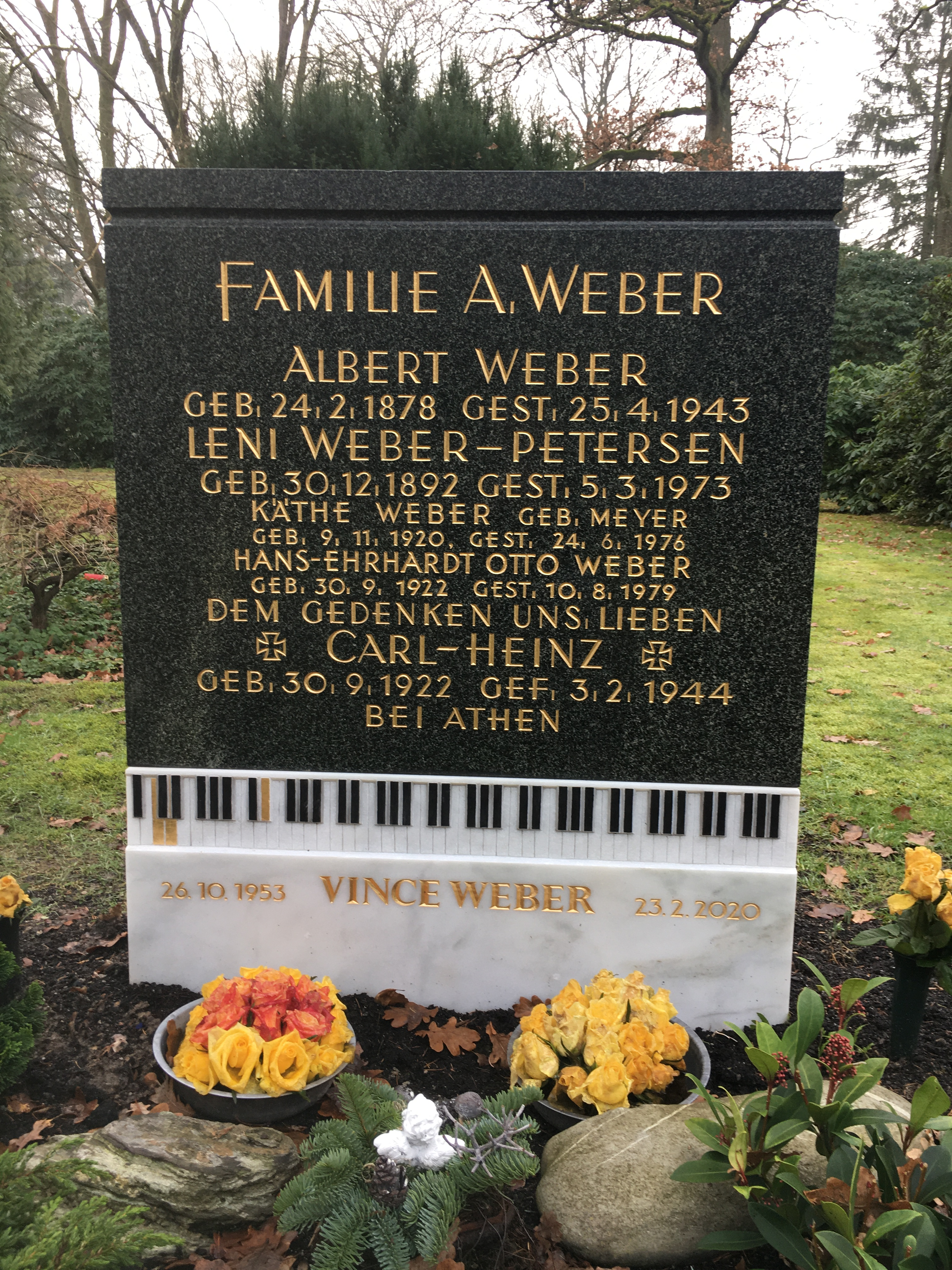
Grabstätte Vince Weber auf dem Friedhof Ohlsdorf

Vince Weber (* 26. Oktober 1953 in Hamburg; † 23. Februar 2020 ebenda) war ein deutscher Blues- und Boogie-Pianist.

## Werdegang
Weber erhielt mit 10 Jahren den ersten Klavierunterricht. Seine Schwester machte ihn mit Platten von Lightnin’ Hopkins, Champion Jack Dupree, Taj Mahal und vielen anderen Blues- und Boogie-Größen bekannt.  Mit 16 Jahren spielte er in diversen Hamburger Kneipen im Hafen. So entstand ein zufälliges Treffen mit Otto Waalkes und ein Auftritt Webers in dessen Vorprogramm. 1976 erhielt Vince Weber den deutschen Schallplattenpreis für sein Album The Boogie Man auf dem Label von Waalkes, Rüssl Räckords. Die LP wurde teilweise in der Fabrik aufgenommen, wo er ab 1976 14 Jahre lang an jedem letzten Freitag im Monat auftrat.
Dieses und die folgenden fünf Alben wurden produziert von Thomas Kukuck im Rüssl-Studio.
1978 und 1979 unternahm Weber zwei Reisen in die USA – „Back to the Roots“, wie er sagte – und traf dort viele gute Leute und benutzte viele Pianos. 1980 wurde Weber Redakteur und Moderator beim NDR mit der Sendung Blues am Dienstag. Zwischenzeitlich unternahm er weitere Reisen in die USA nach Chicago, L.A. und San Francisco.
Weber spielte auf Festivals und Clubgigs unter anderem mit Big Joe Williams, Abi Wallenstein, Henry Heggen, Axel Zwingenberger, Jay McShann, James Booker, Chuck Berry, Michael Pewny und Champion Jack Dupree.
Er organisierte seit dem 8. August 1988 gemeinsam mit Axel Zwingenberger das internationale Festival The Hamburg Boogie Woogie Connection.
Krankheitsbedingt musste Vince Weber seine Bühnenaktivitäten in seinen letzten Jahren einschränken. Im Februar 2020 starb er nach langer Krankheit und wurde in der Familiengrabstätte auf dem Hamburger Friedhof Ohlsdorf im Planquadrat O 15 beigesetzt.

## Alben
- 1975: The Boogie Man
- 1977: Blues’n Boogie
- 1980: Vince the Prince
- 1987: Boogie on a Blue Song
- 1991: Octoroon
- 1995: The Best Yet
- 2001: The Boogiemeisters (Axel Zwingenberger & Vince Weber)
- 2002: Into It (Vince Weber & Michael Maass)
- 2009: Delta Echo (Vince Weber & Peter Müller)
- 2015: Boogie Woogie Session ’76 Live in Vienna: The Complete Recordings (Hans-Georg Möller, Axel Zwingenberger, Martin Pyrker, Torsten Zwingenberger & Vince Weber)

## Auszeichnungen
- Deutscher Schallplattenpreis 1976 für sein erstes Album The Boogie Man
- Nord Award 2007